# 河野省三 (陸軍軍人)
河野 省三（かわの せいぞう、1892年（明治25年）12月8日 - 1961年（昭和36年）6月3日）は、大日本帝国陸軍軍人。最終階級は陸軍少将。

## 経歴
1892年（明治25年）に愛媛県で生まれた。陸軍士官学校第26期卒業。1939年（昭和14年）3月9日、陸軍砲兵大佐に進級し、8月9日に山砲兵第11連隊長（関東軍・第5軍・第11師団）に就任した。1941年（昭和16年）7月に第11砲兵団長（関東軍・第5軍・第11師団）に転じ、太平洋戦争開戦を迎えた。その後北支那方面軍司令部附となり、1943年（昭和18年）6月に支那派遣軍砲兵教育隊附を経て、1944年（昭和19年）1月に第29軍兵器部長に就任し、南方方面に出征した。
同年11月に第7方面軍兵器部長に転じ、1945年（昭和20年）3月1日に陸軍少将に進級。終戦時はシンガポールに位置した。